# Гуїдіццоло
Гуїдіццоло, Ґуїдіццоло (італ. Guidizzolo) — муніципалітет в Італії, у регіоні Ломбардія,  провінція Мантуя.
Гуїдіццоло розташоване на відстані близько 410 км на північ від Рима, 110 км на схід від Мілана, 24 км на північний захід від Мантуї.
Населення — 6220 осіб (2014).

## Демографія
Населення за роками:

Станом на 1 січня 2023 року в муніципалітеті офіційно проживало 1056 іноземців з 36 країн, серед них 88 громадян країн Євросоюзу та 20 громадян України.

## Сусідні муніципалітети
- Кавріана
- Черезара
- Гоїто
- Медоле
- Сольферино